# Ярошівське нафтове родовище
Ярошівське нафтове родовище — належить до Монастирищенсько-Софіївського нафтоносного району Східного нафтогазоносного регіону України.

## Опис
Розташоване в Чернігівській області на відстані 17 км від смт Талалаївка.
Знаходиться в межах Плисківсько-Лисогорівського виступу фундаменту приосьової зони Дніпровсько-Донецької западини. В 1963 р. виявлена характерна структура — брахіантикліналь північно-західного простягання розмірами в межах ізогіпси -3775 м 4,5х2,5 м, амплітуда 80 м. В 1975 р. з газових покладів верхнього візе в інтервалі 3858-3891 м одержано фонтан нафти дебітом 134 м³/добу через штуцер 5 мм. 
Поклади нафти пластові в склепінчастих, тектонічно екранованих, інколи літологічно обмежених пастках. Колектори — різнозернисті пісковики та алевроліти (на горизонті В-15 — органогенно-детритові вапняки). 
Експлуатується з 1978. Режим водонапірний. На 1994 р. видобуто 15,8 % запасів. Запаси початкові видобувні категорій А+В+С1 — 2107 тис.т нафти; розчиненого газу 77 млн. м³. Густина дегазованої нафти 803-828 кг/м³.